# Kalophrynus tiomanensis
Espèce
Kalophrynus tiomanensis est une espèce d'amphibiens de la famille des Microhylidae.

## Répartition
Cette espèce est endémique de l'île de Tioman dans l'État de Pahang en Malaisie. 

## Description
Kalophrynus tiomanensis mesure entre 21,4 et 26,3 mm.

## Étymologie
Son nom d'espèce, composé de tioman et du suffixe latin -ensis, « qui vit dans, qui habite », lui a été donné en référence au lieu de sa découverte, l'île de Tioman.

## Publication originale
- Chan, Grismer & Grismer, 2011 : A new insular, endemic frog of the genus Kalophrynus Tschudi, 1838 (Anura:Microhylidae) from Tioman Island, Pahang, Peninsular Malaysia. Zootaxa, no 3123, p. 60–68 (texte intégral).